# Roberto Laiseka
Roberto Laiseka Jaio (* 17. Juni 1969 in Gernika) ist ein ehemaliger spanischer Radrennfahrer.
Laiseka wurde 1994 Profi bei der späteren Euskaltel-Euskadi-Mannschaft Euskadi, wo er bis zu seinem Karriereende 2006 fuhr. Seine ersten Erfolge feierte er erst 1999, als er Zweiter der Asturien-Rundfahrt und jeweils Sechster der Baskenland-Rundfahrt und der Euskal Bizikleta wurde. Im September gelang ihm dann mit dem Gewinn einer Bergetappe bei der Vuelta a España sein erster Profisieg. 2000 gewann er im selben Rennen wieder eine Etappe und wurde Sechster im Gesamtklassement, obwohl er im Zeitfahren viel Zeit einbüßte. Bei der Tour de France 2001 wurde sein Team zum ersten Mal eingeladen. In den Pyrenäen glänzte er mit zwei aufeinanderfolgenden zweiten Plätzen und einem darauf folgenden Etappensieg. Danach begann seine Formkurve abzufallen. Er konnte jedoch noch eine Etappe bei der Euskal Bizikleta 2004 und die Bergankunft in Cerler bei der Vuelta a España 2005 gewinnen.
Nach der Saison 2006 beendete er im Alter von 37 Jahren seine Karriere.

## Palmarès
- 3 Etappen Vuelta a España (1999–2005)
- 1 Etappe Tour de France (2001)
- 1 Etappe Euskal Bizikleta (2004)
- Bergwertung der Tour de Suisse 2005